# Megalurulus
Megalurulus is een geslacht van zangvogels uit de familie van de Locustellidae. De wetenschappelijke naam van het geslacht is voor het eerst geldig gepubliceerd in 1869 door Verreaux.

## Soorten
De volgende soorten zijn bij het geslacht ingedeeld:
- Megalurulus mariei (Nieuw-Caledonische zanger) Verreaux, J, 1869
- Megalurulus grosvenori (Gilliards zanger) (Gilliard, 1960)
- Megalurulus whitneyi (Vanuatuzanger) (Mayr, 1933)
- Megalurulus llaneae (Bougainvillezanger) (Hadden, 1983)
- Megalurulus rubiginosus (Bismarckzanger) (Sclater, PL, 1881)
- Megalurulus rufus (Fijizanger) (Reichenow, 1890)